# Pierre Rouelle
Pierre Alphonse Pélagie Joseph Rouelle (Sint-Jans-Molenbeek, 3 december 1910 - Terhulpen, 19 februari 2002) was een Belgisch volksvertegenwoordiger en burgemeester.

## Levensloop
Rouelle promoveerde in 1932 tot doctor in de rechten aan de UCL en vestigde zich als advocaat aan de balie van Nijvel.
Hij nam deel aan de gemeenteraadsverkiezingen van 1932 in Terhulpen. Hij werd als opvolger verkozen en zou normaal effectief gemeenteraadslid geworden zijn in 1943. De oorlogsomstandigheden beletten dit en pas in 1944 kon hij effectief zetelen. In 1952 werd hij tot burgemeester benoemd en bekleedde dit ambt tot in 1988. Hij belette in 1976 de fusie met Genval en Rixensart.
In 1962 sloot hij aan bij de Mouvement Populaire Wallon en bij Rénovation wallonne. Hij stond toen op een lijst van le Front démocratique wallon, maar werd niet verkozen. In 1968 was hij kandidaat op de lijst van het Rassemblement Wallon voor het arrondissement Nijvel en werd verkozen. Van 1968 tot 1978 zetelde hij voor het arrondissement Nijvel in de Kamer van volksvertegenwoordigers. In de periode 1971-1978 zetelde hij zo ook in de Cultuurraad voor de Franse Cultuurgemeenschap.
Hij bleef nog actief in verenigingen die de splitsing voorstonden van de provincie Brabant en in Wallonie Région d'Europe. Hij beëindigde zijn politieke activiteiten in 1994, ook al bleef hij nog nauwlettend alles volgen wat op zijn gemeente gebeurde.